# Пирвенці
Пирвенці́ (болг. Първенци) — село в Кирджалійській області Болгарії. Входить до складу общини Кирково.

## Населення
За даними перепису населення 2011 року у селі проживали 24 особи, усі — турки.
Розподіл населення за віком у 2011 році:
Динаміка населення: